# Francisco Valdés Muñoz
Francisco Segundo Valdés Muñoz (Santiago, 19 de marzo de 1943-Santiago, 10 de agosto de 2009) conocido con el apodo de Chamaco,  fue un futbolista profesional y entrenador chileno que jugaba en la posición de centrocampista.
Es considerado uno de los jugadores más importantes en la historia del fútbol chileno, y uno de los grandes ídolos del club Colo-Colo. Hasta la actualidad, es el segundo máximo goleador en la historia de la liga chilena con 215 oficiales, siendo superado —el 5 de octubre de 2019— por Esteban Paredes con 216 anotaciones. Además, es el segundo máximo goleador chileno por Copa Libertadores de América, con 20 tantos en 44 partidos; siendo superado también por Paredes con 22 tantos en 2018.
Destacado por su dominio con ambas piernas del balón, precisos pases en profundidad y certeros tiros libres y penales, fue el centrocampista ofensivo de la selección chilena en el mundial de Alemania 1974, donde además fue su capitán.

## Trayectoria
Debutó con la camiseta de Colo Colo el 26 de enero de 1961, en un cotejo frente a Cerro Porteño, reemplazando a Bernardo Bello. Un minuto después, se ganó la primera ovación de las muchas que tendría en su vida deportiva: su primer contacto con la pelota fue para anotar el gol que dio la victoria al cuadro albo. Su debut oficial fue el 27 de mayo del mismo año, ante O'Higgins. Así comenzó la historia de “Chamaco”, apodado de recién nacido porque entonces estaban de moda las películas mexicanas, inició una carrera que lo convertiría en una de las figuras más representativas de Colo-Colo.
Valdés es el máximo artillero del fútbol chileno, y de Colo-Colo por torneos oficiales con 180 goles (178 en 353 partidos por el campeonato nacional más 1 gol por la Liguilla Pre-Libertadores y un gol por la definición del quinto lugar del Torneo Metropolitano 1968) y el segundo goleador chileno en Copa Libertadores con 20 tantos en 44 cotejos, quedando por detrás de Esteban Paredes. Toda una hazaña para un mediocampista, que además era un excelente habilitador.
Fue el cerebro y junto a Carlos Caszely las máximas figuras del afamado Colo-Colo de 1973. Con Colo-Colo fue campeón chileno en 1963 y 1972. Además fue subcampeón de la Copa Libertadores de América en 1973. Jugador importante en el ascenso de Deportes Arica a la primera división del fútbol chileno en 1981. El año 1983 jugó, su último torneo, la Copa Chile defendiendo a Audax Italiano.
A la hora de destacar la humanidad de Valdés, se recuerda lo acontecido en 1973, en plena dictadura militar, cuando acudió en ayuda de los futbolistas Hugo Lepe y Mario Moreno, quienes estuvieron presos tras el golpe militar. "Fue solidario con sus compañeros en esos momentos tan difíciles" destacó la presidenta Michelle Bachelet el día de sus funerales.
Después de su retiro, dedicó su vida a enseñar a los niños. Sus últimos años trabajó en el programa de gobierno de Michelle Bachelet llamado "Escuelas preventivas de fútbol", dedicado a niños de escasos recursos. Fue en Recoleta donde obtuvo su último triunfo deportivo, junto Luis Lee-Chong, compañero en deportes Arica, obtuvieron el primer lugar en el campeonato "Danone", sacando pasajes a Sudáfrica para representar a Chile en el campeonato mundial infantil.
Fue encontrado sin vida en su cama, por su pareja Maritza, el 10 de agosto de 2009, producto de un infarto agudo al miocardio, a la edad de 66 años. Estaba muy afectado luego que la semana anterior muriera su hermano Mario, a quien recién había enterrado el domingo antes de su fallecimiento.

## Selección nacional
Por la Selección Chilena jugó 50 partidos, anotando 9 goles. Fue el centrocampista ofensivo de Chile en el mundial de Alemania 74. El mismo año en que fue subcampeón de la Copa Libertadores con Colo-Colo, fue capitán de la selección que se clasificó en el mundial de Alemania 74.

### Participaciones en Copas del Mundo
| Mundial                   | Sede                | Resultado     | PJ |
| ------------------------- | ------------------- | ------------- | -- |
| Mundial de Fútbol de 1966 | Inglaterra          | Primera ronda | 1  |
| Mundial de Fútbol de 1974 | Alemania Occidental | Primera ronda | 3  |

#### Participaciones en Clasificatorias a Copas del Mundo
| Eliminatorias               | País                | Resultado   | Posición        | PJ |
| --------------------------- | ------------------- | ----------- | --------------- | -- |
| Eliminatorias México 1970   | México              | Eliminado   | Segundo grupo 3 | 2  |
| Eliminatorias Alemania 1974 | Alemania Occidental | Clasificado | Repechaje       | 4  |

### Participaciones en Copa América
| Copa              | Sede              | Resultado     | PJ | Goles |
| ----------------- | ----------------- | ------------- | -- | ----- |
| Copa América 1975 | Sin sede definida | Primera Ronda | 1  | 0     |

## Homenajes
Luego del deceso, la presidenta Michelle Bachelet destacó el aporte del "Chamaco" en el fútbol chileno, no sólo en su trayectoria como jugador, sino que también en las labores sociales que cumplía con niños de escasos recursos. La selección chilena de fútbol llevó un luto en su camiseta en el amistoso frente a la selección de fútbol de Dinamarca, mientras que en la sede de la ANFP, las banderas de los clubes profesionales se encontraron izadas a media asta.
.
Un eterno rival en la cancha como lo fue Carlos Reinoso, con quien compitió Francisco Valdés por la titularidad de volante de creación en la selección chilena de los años 1970, señaló: «Me tocó verlo jugar de manera sensacional. La técnica de 'Chamaco' era hermosa y creo que es difícil que un jugador sudamericano logre pegarle tan bien a la pelota con ambas piernas».
En su barrio, sus vecinos lo reconocían como un hombre alegre, sencillo, humilde, y muy respetuoso. En 2009, la plaza "El pino", ubicada a las afueras de su casa, en Juan Antonio Ríos, su barrio de siempre, fue rebautizada con el nombre de "Plaza Francisco 'Chamaco' Valdés" en su honor.
El 12 de noviembre del 2021 se inaugurará una estatua suya en los alrededores del Estadio Monumental.

## Clubes

### Como jugador

#### Competencias nacionales
| Equipo               | Div. | Temporadas | Partidos | Goles | Promedio |
| -------------------- | ---- | ---------- | -------- | ----- | -------- |
| Colo-Colo            | 1.ª  | 1961-1969  | 220      | 133   | 0.61     |
| Unión Española       | 1.ª  | 1970       | 35       | 11    | 0.29     |
| Deportes Antofagasta | 1.ª  | 1971       | 30       | 10    | 0.33     |
| Colo-Colo            | 1.ª  | 1972-1975  | 111      | 42    | 0.37     |
| Santiago Wanderers   | 1.ª  | 1976-1977  | 26       | 11    | 0.42     |
| Cobreloa             | 2.ª  | 1977       | 37       | 3     | 0.08     |
| Colo-Colo            | 1.ª  | 1978       | 23       | 4     | 0.17     |
| San Marcos de Arica  | 1.ª  | 1983       | 33       | 4     | 0.12     |
| Deportes Arica       | 2.ª  | 1981       | 33       | 4     | 0.12     |
| Audax Italiano       | 1.ª  | 1983       | 9        | 0     | 0.00     |
| Total                |      | 1961-1982  | 487      | 215   | 0.45     |

#### Resumen estadístico
| Competición           | Partidos | Goles | Promedio |
| --------------------- | -------- | ----- | -------- |
| Primera División      | 478      | 215   | 0.45     |
| Segunda División      | 37       | 3     | 0.08     |
| Copas internacionales | 44       | 20    | 0.45     |
| Selección Chilena     | 50       | 9     | 0.18     |
| Total                 | 609      | 247   | 0.41     |

### Como entrenador
| Club                  | País  | Año       |
| --------------------- | ----- | --------- |
| San Luis              | Chile | 1987      |
| Audax Italiano        | Chile | 1988      |
| Coquimbo Unido        | Chile | 1989      |
| Lota Schwager         | Chile | 1990      |
| Deportes Puerto Montt | Chile | 1991      |
| Rangers de Talca      | Chile | 1992      |
| Deportes Puerto Montt | Chile | 1993-1994 |
| Magallanes            | Chile | 1996      |

## Palmarés

### Campeonatos nacionales
| Título              | Club           | País  | Año  |
| ------------------- | -------------- | ----- | ---- |
| Campeonato Nacional | Colo-Colo      | Chile | 1963 |
| Campeonato Nacional | Colo-Colo      | Chile | 1972 |
| Copa Chile          | Colo-Colo      | Chile | 1974 |
| Segunda División    | Deportes Arica | Chile | 1981 |

### Distinciones individuales
| Distinción                                                  | Año       |
| ----------------------------------------------------------- | --------- |
| Mejor Deportista del Fútbol Profesional (Chile)             | 1973      |
| Máximo goleador en la historia de la liga chilena de fútbol | 1961 1982 |
| Mejor Antiguo Deportista                                    | 1995      |

### Capitán de Colo-Colo
| Predecesor: Humberto Cruz | Capitán de Colo-Colo 1972-1975 | Sucesor: Carlos Caszely |

- Datos: Q2659430
- Multimedia: Francisco Valdés Muñoz / Q2659430